# Miguel de Esquivel

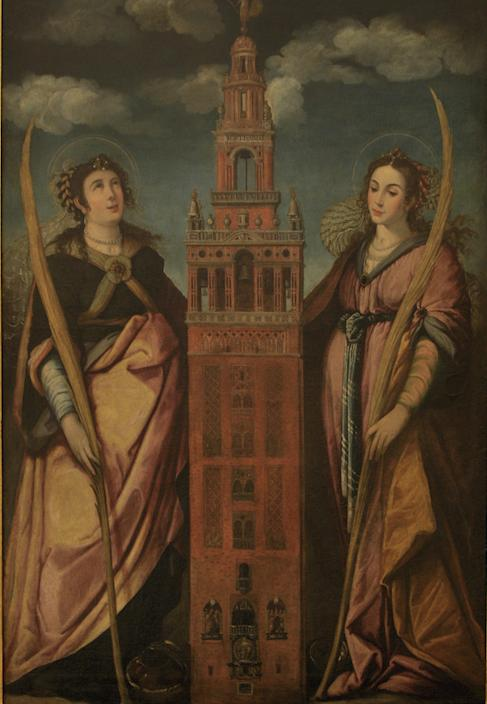
Santes Justa i Rufina, pintura a l'oli (246 x 180 cm.) Catedral de Sevilla, signat Miguel Desquivel faciebat.

Miguel de Esquivel (c.1595- Sevilla, 11 de novembre de 1621), va ser un pintor espanyol actiu a Sevilla, estilísticament situat en la transició del manierisme al barroc, del que únicament s'ha conservat una obra, les Santes Justa i Rufina de la Catedral de Sevilla.

## Biografia
Fill del també pintor Diego de Esquivel, amb qui presumiblement es formaria, la primera notícia que d'ell es té és la del seu ingrés el 1609 en la Germandat del Tránsito de Sevilla. El 1616 es va casar amb Laureana Salcedo, filla del pintor Juan Salcedo, amb qui immediatament apareix associat afeines de policromia no especificades. De la seva feina com a daurador i policromador se sap que el 1618 va concertar la policromia de part del retaule de Cazalla de la Sierra, en companyia d'Antón Pizarro i Lucas de Esquivel, i el 1621 va prendre part a la decoració del túmul aixecat en la catedral de Sevilla en honor de Felip III d'Espanya.
Com a pintor a l'oli o al tremp, hi ha constància documental de tres encàrrecs de diversa naturalesa, datats tots el 1620: les pintures per a un retaule al cor baix de l'església de Sant Pau, per a les que s'obligava a repetir al cos principal la Purificació de Pedro de Campaña per al retaule de la capella del Mariscal a la catedral de Sevilla, amb dos retrats al banc de les persones que se li indiquessin; tres Vistes de Sevilla, des de la Torre del Oro fins a la Porta de Sant Joan, encàrrec de l'escrivà de la ciutat Jerónimo Méndez de Acosta; i la decoració de les noves dependències dels jardins del Alcázar amb estofats de cojollos, jaspes i fábulas, al·ludint probablement a feines de grotescs, que havia de realitzar en unió del seu pare i el citat Lucas Esquivel.
Va morir a Sevilla, l'11 de novembre de 1621, sent enterrat a la parròquia de la Magdalena.